# Кауфманн, Фернандо Мигел
Ферна́ндо Миге́л Ка́уфманн, или просто Ферна́ндо Миге́л (порт. Fernando Miguel Kaufmann; 2 февраля 1985, Венансиу-Айрис, штат Риу-Гранди-ду-Сул) — бразильский футболист, вратарь клуба «Васко да Гама», на правах аренды выступающий за «Атлетико Гоияниенсе».

## Биография
Фернандо Мигел Кауфман прошёл через молодёжные школы СЭР Кашиас, «Гуарани» (Венансиу-Айрис) и «Гремио». Во взрослом футболе дебютировал в 2006 году в составе «Гремио Бразил». В том году команда из Пелотаса заняла 7-е место (из 63 участников) в бразильской Серии C. В 2007 году выступал за «Порту-Алегри». В 2008 году выступал за три команды с юга Бразилии — «Нову-Амбургу», «Арапонгас» и «Лондрину». В 2009—2012 года без особых успехов выступал за небольшие команды из штата Риу-Гранди-ду-Сул — «Эспортиво» (Бенту-Гонсалвис) и «Лажеаденсе».
В 2012 году Фернандо Мигел перешёл в «Жувентуде». Команда, которая выигрывала в 1999 году Кубок Бразилии, на тот момент испытывала серьёзный кризис, опустившись в низшие дивизионы бразильского футбола. В 2013 году, однако, «Жувентуде» удалось блеснуть в чемпионате штата. В полуфинале Кубка Фарропилья (одной из стадий турнира) «жуве» сумел выбить мощный «Гремио», одолев «трёхцветных» в серии пенальти. Одним из главных героев этого противостояния стал Фернандо. В финальной игре «Интернасьонал» с Андресом Д’Алессандро и Диего Форланом смог переиграть соперников также только в серии пенальти (4:3). В первом тайме Фернандо в прыжке за мячом ударился о каркас ворот, но сумел продолжить игру. Поскольку «Интер» выиграл обе стадии чемпионата, он был объявлен победителем Лиги Гаушу 2013.
Игра Кауфманна привлекла внимание более сильных клубов. 23 сентября 2013 года вратарь на правах аренды перешёл в салвадорскую «Виторию», выступавшую в Серии A. Однако, будучи лишь третьим вратарём, до конца года он так и не сыграл за «красно-чёрных». В 2014 году Фернандо Мигел отыграл весь чемпионат Гаушу за «Жувентуде», после чего вернулся в «Виторию», подписав с этим клубом уже полноценный контракт.
Фернандо сумел дебютировать в «Витории» только в начале 2015 года, продолжая конкурировать за место в основе, в частности, с вратарём сборной Парагвая Гатито Фернандесом. Постепенно Фернандо Мигел стал одним из любимцев болельщиков салвадорского клуба, прочно заняв место в воротах команды в сезона 2016 и 2017. В те же годы «Витория» становилась победителем чемпионата штата Баия — это были также и первые титулы в профессиональной карьере Кауфманна. В 2018 году Фернандо стал всё чаще терять место в основе «львов». В мае он перешёл в «Васко да Гаму». Безусловным первым номером у «адмиралов» был Мартин Сильва, однако ему нужно было отправляться в составе сборной Уругвая на чемпионат мира в Россию. Без Сильвы в команде оставались только молодые малоопытные вратари.
Фернандо Мигелу удалось успешно справиться с ролью дублёра Сильвы, который по окончании сезона покинул «Васко». Таким образом, Кауфманн стал бесспорно первым номером в команде. В конце января 2019 года клуб продлил с вратарём контракт до конца 2020 года.

## Титулы и достижения
- Чемпион штата Баия (2): 2016, 2017